# 戀戀金曲
《戀戀金曲》是中國電視公司與超級電視台聯合製作的純歌唱綜藝節目，是中視與超視策略聯盟期間的產物，播出期間為2003年5月3日至2003年10月19日，製作人常立欣、鄭志中、王書宏，主持人張清芳，現場樂隊MP3樂團，路線以華語流行音樂為主。每集上半段設置懷舊單元〈流行音樂史〉，匯集以《歡樂一百點》為主的中視綜藝節目片段。
由於常立欣曾任超視節目總監、年代電視節目總監，東風衛視YouTube官方頻道發布《戀戀金曲》超視官方精華版，但因版權因素刪除〈流行音樂史〉與各唱片公司MV片段。